# Separation City – Stadt der Untreuen
Separation City – Stadt der Untreuen (Originaltitel: Separation City) ist eine neuseeländische Liebeskomödie, die von Paul Middleditch inszeniert wurde. Es geht um Liebe und Sex nach sieben Ehejahren und das Beziehungschaos von Enddreissigern, die große Trennungen und die damit verbundene Dramatik erleben.
Der Dreh dauerte fünf Wochen. Der Film wurde in Neuseeland gedreht, wo er auch spielt. Ein weiterer Schauplatz ist Berlin.

## Handlung
Simon ist ein anständiger gesetzter Mann in den Dreißigern und lebt in Wellington, Neuseeland. Er ist mit einer attraktiven Frau, Pam, verheiratet. Nach eigenen Angaben hat er sie sich sorgfältig ausgesucht. Nach sieben Jahren Ehe ist das Sexleben eingeschlafen und es ödet ihn an. Er verliebt sich in die schöne Cellistin Katrien – eine Freundin seiner Frau.
Katrien selbst ist mit dem flippigen Deutschen Klaus verheiratet, mit dem sie Kinder hat. Sie erwischt ihn inflagranti und beide trennen sich. Klaus selbst hatte sich auch in der Ehe gelangweilt, was er in einer Männerrunde, dem Men’s Club, an dem auch Simon teilnimmt, offen preisgibt.
Wegen des gemeinsamen Bekanntenkreises laufen sich Katrien und Simon immer wieder über den Weg und verlieben sich beide ineinander.
Zunächst wollen beide keine Affäre, aber die Anziehung ist so stark, dass sie versuchen sich zu lieben, was zunächst an Simon scheitert. Als sie merken, dass sie beide geschäftlich nach Deutschland müssen, verabreden sie sich in Berlin. Simon bezieht ein Zimmer im Westin Grand Berlin (Unter den Linden).
Als Simon und Katrien nackt im Hotelbett liegen, taucht überraschenderweise Pam auf. Mithilfe seines Freundes und einer Arbeitskollegin kann Katrien gerade noch unbemerkt ins Nebenzimmer bugsiert werden, von wo aus sie hört wie Simon und Pam sich heftig lieben, was Katrien sehr frustriert und demütigt.
Dennoch bemerkt die Ehefrau Pam später, dass Simon und Katrien eine Affäre haben. Sie fliegt wütend nach Wellington zurück. Später sagt sie ihm, dass sie die Trennung will.
Simon macht Katrien einen Antrag und gesteht, dass er sie liebt. Beide lieben sich körperlich. Danach sagt Katrien ihm, dass sie ihn nicht lieben, sondern nur bewundern würde. Sie sei verletzlich gewesen und er gelangweilt. Eine gemeinsame Zukunft wolle sie nicht.
Später erzählt ihm ein Freund, dass sich etliche Paare getrennt haben und nennt Wellington die „Separation City“ (englisch für: Stadt der Trennung)
Simons Frau hat mittlerweile eine Affäre mit Klaus und will die Scheidung.
Am Ende des Films sieht man, wie Pam Simon verzeiht. Katrien lebt in der Nähe von Klaus und kümmert sich um die Kinder. Als Katrien geschäftlich in Berlin ist, stellt sie sich die Frage, ob Simon manchmal an sie denken würde.

## Kritik
Die Website Rotten Tomatoes, die Kritiken auswertet, zählte fünf Kritiken, von denen vier positiv waren.

„Die recht bemerkenswerte Gesellschaftskomödie wirft einen satirischen Blick auf Beziehungsverhältnisse, erfüllt formal aber eher die Ansprüche gediegener Fernsehkost“